# Навязчивые грёзы
Навязчивые грёзы (англ. maladaptive daydreaming) — психологическая концепция, впервые предложенная Эли Сомером для описания постоянной интенсивной мыслительной активности, в основном направленной на фантазирование и продумывание разнообразных сюжетов и миров. Постоянные грёзы заменяют человеку обычную жизнь и мешают нормальному межличностному и профессиональному функционированию индивидуума.

## Симптоматика
Существует множество симптомов, за которыми можно распознать человека с навязчивыми грёзами, но в то же время не каждый с данным расстройством обязан иметь большинство из них.
Часто грёзы у людей с данным расстройством появляются под воздействием «триггеров», которыми могут являться фразы из разговора, увиденные вещи, громкие звуки или физические ощущения, напоминающие о пережитых негативных событиях. Люди с навязчивыми грёзами часто имеют проблемы с выполнением повседневных действий и даже со сном, испытывая желания вместо этого продолжить мечтать. Очень часто во время грёз люди с этим расстройством шепчут себе под нос, говорят, просто шевелят губами, проговаривая таким образом речи своих персонажей и свои фразы в фантазиях, изображают эмоции, совершают повторяющиеся действия (например, ходят из стороны в сторону).
Человек с навязчивыми грёзами может часами просто мечтать. Фантазии очень продуманны, вплоть до мельчайших деталей, очень часто сопоставимы с полноценным романом либо фильмом. У многих людей с навязчивыми грёзами в голове может быть более одной фантазии, каждая со своим сюжетом, персонажами, обстановкой… Человек с данным расстройством может испытывать эмоциональную привязанность к своим персонажам, пускай и зная о том, что они нереальны. Иногда сюжеты довольно драматичны.

## Диагностика
Шкала навязчивых грёз (MDS (с английского «The Maladaptive Daydreaming Scale»)) состоит из 14 пунктов, позволяющих обнаружить людей с аномальной склонностью к размышлениям. Окончательный диагноз относительно психического состояния ставится лишь терапевтом в ходе общения с пациентом. Впрочем, никакого официального метода диагностики навязчивых грёз пока не разработано.

### Отличия диагнозов
Часто навязчивые грёзы по ошибке диагностируют как шизофрению, которая определяется психическим расстройством с патологическим социальным поведением и неспособностью осознать, что является реальностью. Шизофрения является психозом, в то время как состояние навязчивых грёз им не является, поскольку MDS слабо коррелируется с мерой психоза. Самым главным различием является то, что люди с навязчивыми грёзами осознают, что их персонажи выдуманные, в то время как пациентам с шизофренией трудно разобрать, что есть реальность. Люди с навязчивыми грёзами могут испытывать слуховые и зрительные галлюцинации, однако не настолько значительные, чтобы помешать пониманию реальности. Люди же с шизофренией испытывают их с большей силой и влиянием на понимание реальности.
Навязчивые грёзы на данный момент не признаны как официальный диагноз, но люди, страдающие от них, согласятся, что эта аномальная форма мечтаний негативно влияет на их работоспособность, отношения, отдых. Люди с навязчивыми грёзами испытывают трудности с концентрацией внимания на важном для них деле, если они в это время погрязли в мыслях. Также трудности с переключением внимания; человек с этим расстройством может сидеть несколько часов, просто размышляя и фантазируя. Конкретнее, фокусируя внимание на фантазиях, человеку сложно сфокусироваться на нужном ему действии. Грёзы описываются как непроизвольные, очень захватывающие и повторяющиеся мысли. Что-то подобное испытывает человек с ОКР при обсессиях; проблемы с концентрацией внимания подобны таким же симптомам при СДВГ. Различие в том, что люди с СДВГ имеют не настолько продолжительные и продуманные грёзы.
Навязчивые грёзы у двух разных людей могут проявлять различные симптомы с различной силой, поэтому сложно дать однозначную оценку этого расстройства. Наверное, самым распространенным симптомом является смещение внимания от важных дел в реальном мире на мир, построенный в своей голове. При обычной же мечтательности человек может спокойно переключиться от своих мыслей на повседневные дела. Человек же, страдающий от навязчивых грёз, обычно зацикливается, и это мешает ему нормально функционировать.